# Britanske podmornice klase E
Klasa E je oznaka za 56 plovnih jedinica izrađenih za kraljevsku ratnu mornaricu. Sve podmornice iz prve grupe, i neke podmornice iz druge grupe su dovršene prije početka Prvog svjetskog rata.

## Razvoj
Rezultati i iskustva stečena pri izgradnji i eksploataciji podmornica klase D vrlo brzo su bili primijenjeni na novu klasu oceanskih podmornica, koja je dobila oznaku E. Podmornice tog tipa uskoro će postati kralježnicom britanske podmorničarske flote i podnijet će najveći teret podmorskih operacija. Izgradnja ove klase započela je 14. veljače 1911. polaganjem kobilice za podmornicu E1. Do kolovoza 1916., kad je porinuta posljednja iz serije, bilo je sagrađeno 56 podmornica ove klase.

Od prvih 26 podmornica, njih 20 je bilo sagrađeno i kompletirano u Vickersovu brodogradilištu u Barrow-in-Furnesu, a šest u brodogradilištu u Chatamu. Preostalih 30 podmornica sagrađeno je u čak 12 drugih brodogradilišta (Armstrong, Cammell Lairds, Beardmore, Yarrow, Thorneycroft, J. Brown, Fairfield, Palmers, Swan Hunter Denny), a dvije i u SAD-u. Neka od tada su prvi put zakoračila na polje podmorničarske konstrukcije.

### Dizajn
Podmorničarska klasa E predstavljala je tehnološki napredak u odnosu na sve svoje prethodnice pa čak i na podmornice klase D. Njezine posebnosti ponajprije se odnose na oblik njezina trupa, naoružanje i unutrašnju konstrukciju. Naime, razmišljanja i želje britanskih pomorskih stratega išli su u smjeru da se određena manevarska ograničenja nadoknade mogućnošću da podmornica gotovo iz bilo koje prostorne pozicije može ispaliti torpedo na protivničko plovilo. Zbog tog razloga na podmornice ove klase ugrađivane su osim pramčanih i krmenih još i dvije poprečne torpedne cijevi. Pomoću tih torpednih cijevi podmornice su mogle gađati protivničke brodove koji su plovili u paralelnim kursevima bez potrebe da se prema njima okreću pramcem ili krmom. To je u velikoj mjeri povećalo taktičke mogućnosti, ali i u velikoj mjeri zakompliciralo samu konstrukciju i dizajniranje njezine unutrašnjosti. Zbog poprečnih torpednih cijevi, poprečni presjek je bio znatno širi u odnosu na prethodne klase i dostizao je gotovo 7 m. Zbog povećanog korisnog volumena unutar čvrstog trupa, na klasi E je prvi put primijenjezina metoda ugradnje poprečnih vodonepropusnih pregrada kojima se znatno povećala sigurnost podmornice, ali i čvrstoća same konstrukcije. U fizičkom smislu, to su bile podmornice tek za 5-6 metara dulje i gotovo za čitav metar šire od prve oceanske D klase. Međutim, njihovi površinski i podvodni deplasmani bili su od 180 do 190 tona veći od onih kojima su raspolagale podmornice klase D.

### Podgrupe
Klasa E se može podijeliti na tri podgrupe ovisno o vremenu gradnje i primijenjenim tehničkim rješenjima i opremi (ponajprije o konfiguraciji naoružanja, tipu električne baterije i električnih motora). Kod šest podmornica klase E kasnijeg datuma izgradnje (E24, E34, E41, E45, E46 i E51) izvršene su konstrukcijske preinake kojima su ove podmornice pretvorene u podvodne minopolagače i o njima će više riječi biti u posebnom poglavlju. Zanimljivo je da su se podmornice te klase, naručene prije rata, gradile između 20 i 30 mjeseci, dok je podmornica E19 započeta i dovršena u rekordnom roku od samo osam mjeseci. Sve podmornice klase E bile su opremljene dizelskim motorima, koje je gradila Vickersova tvornica motora. U trenutku izbijanja 1. svjetskog rata, britanskoj mornarici bilo je isporučeno 9 novih podmornica E klase, koje su uglavnom korištene za patroliranje i borbene prepade na njemačku flotu Visokog (Otvorenog) mora na Sjevernom moru, ali isto tako za prepade u Helgolandskom zaljevu. 

## Povijest korištenja
Prvi ratni podmorničarski uspjeh postigla je upravo jedna od podmornica te klase, E9, koja je 13. rujna 1914. uspjela s dva torpeda pogoditi i potopiti njemačku krstaricu Hela u blizini otoka Helgolanda. Osim u Sjevernom moru, podmornice klase E imale su značajnog udjela na još dva važna pomorska bojišta. u Baltičkom moru i u Sredozemnom moru, gdje su dale veliki doprinos u Dardanelskoj operaciji.

Tijekom nekoliko godina, koliko je trajala izgradnja klase E, na njima je obavljeno nekoliko konstrukcijskih eksperimenata, među kojima su bili ugradnja štitnika hidrofilnih površina i pokušaj ukrcaja hidrotrakoplova. Ustoličivši se kao vjerojatno najvažnija, ali i najuspješnija britanska podmorničarska klasa, klasa E je pretrpjela i najveće gubitke. Od ukupno 56 plovnih jedinica čak njih 28 ili 50% izgubljeno je tijekom ratnih operacija. Tri od njih, E1, E8 i E9, uništile su i potopile vlastite posade u baltičkoj luci Helsingforts u noći s 3. na 4. travnja 1918. da ne bi pale u ruke Nijemcima kad su ruske boljševičke vlasti potpisale mirovni ugovor s Njemačkom. U posljednjoj godini rata, na Mediteranu je borbeno djelovalo 10 podmornica ovog tipa, od čega su 4 bile bazirane u talijanskim bazama na Jadranu. Glavna baza iz koje su djelovale bio je Harwich, u kojem je bilo stacionirano i do 18 podmornica.

Ostale baze bile su u Teesu i Blythu, a početkom 1918. i u Killybegsu u Irskoj. Najveći dio podmornica E klase koje su preživjele rat ponuđen je na prodaju i otpisan tijekom 1919. i 1920. godine.

## Poveznice
|  | Zajednički poslužitelj ima stranicu o temi British E class submarine    |
|  | Zajednički poslužitelj ima još gradiva o temi British E class submarine |